# サイテーション (競走馬)
サイテーション (Citation) とは、アメリカ合衆国の競走馬、種牡馬である。
アメリカ競馬史上における最強馬のうちの一頭とされ、1948年にすべて大勝でアメリカ三冠を達成したほか、史上初の100万ドル獲得ホース、20世紀のアメリカ記録となる16連勝、38連続連対など数多くの記録を残した。
ブラッド・ホースによる20世紀のアメリカ名馬100選ではマンノウォー、セクレタリアトに次ぐ第3位、ESPNによる「20世紀のトップアスリートベスト100」では人間以外としては上記2頭に次ぐ97位にランクされている。
馬名は「表彰状」の意。愛称は「ビッグ・サイ（Big Cy）」。

## 生涯

### 誕生
1945年4月11日にウォーレン・ライト・シニアがアメリカ合衆国ケンタッキー州に所有するカルメットファームで生まれた。血統をみると父が大種牡馬ブルリーで、母が第17代ダービー伯爵の生産馬ハイドロプレーンである。母は現役時代は未勝利に終わったが、その父はハイペリオン、母はエプソムオークス優勝馬トボガンという良血で、ニューマーケットで行われたセリ市（ジュライセール）でウォーレン・ライトが2,940ドルで購入している。サイテーションはその3番目の産駒である。
生まれた当初、サイテーションにはこれと言った特徴はなかったが、成長とともに逞しい馬体を見せるようになっていった。

### 競走馬時代
サイテーションは1947年4月22日にメリーランド州のハヴァードグラース競馬場でデビューし、1着となった。サイテーションはこの年に9戦して8勝を挙げ、アメリカの最優秀2歳馬に選ばれた。唯一の敗戦はワシントンパークフューチュリティで同じ厩舎の牝馬ビウィッチの2着となったレースである。当レースは調教師から騎手へ指示が出され、同厩舎でサイテーションと同じく当時無敗であったビウィッチに勝利を譲ったも同然のレースであったとされる
翌1948年、2月にハイアリーパーク競馬場で4つのレースに出走し、すべて優勝した。そのうちセミノールハンデキャップでは前年度のアメリカ年度代表馬アームドを破っている。フラミンゴ優勝後主戦騎手のアルバート・スナイダーが事故で行方不明となり、急遽エディ・アーキャロに乗り替わることとなった。アーキャロが初めて騎乗したチェサピークトライアルでは2着に敗れたがその後チェサピークステークスとダービートライアルを連勝し、アメリカ三冠競走第1戦のケンタッキーダービーに向かった。レースでは2着のコールタウン（同じブルリーの産駒で、同じ牧場で生まれ、同じ厩舎が管理していた）に3馬身半の着差をつけて優勝した。
このあとサイテーションはプリークネスステークスとベルモントステークスに出走し、いずれもスタート直後から先頭に立ちそのままゴールする走りで優勝、史上8頭目のアメリカ三冠を達成した。三冠達成後、サイテーションは9連勝し、20戦19勝でこの年のシーズンを終えた。
年間19勝、年間獲得賞金70万9470ドルはともにアメリカレコードで、満場一致で年度代表馬および最優秀3歳馬に選出された。
1949年は左前脚に球節炎（前年の夏に発症したものが再発した）を発症し、さらに球節炎を発症したのと同じ箇所の腱も痛めたため、1年間の休養を余儀なくされた。そのまま引退を勧める意見も上がったが陣営は獲得賞金の世界レコード更新と100万ドル突破という記録の達成を目指し、現役を続行させることにした。
復帰後のサイテーションは勝ちきれず、1月の復帰戦優勝後は5戦連続して2着を続けたが、6月3日のゴールデンゲートマイルハンデキャップではダート1600mの世界レコードを記録して優勝し、獲得賞金を92万4631ドルとしてスタイミーが保持していた収得賞金の世界レコード91万8485ドルを更新した。その後2戦して2回2着となったあとで左前肢の状態を悪化させ、9戦2勝2着7回の成績でこの年のシーズンを終えた。
獲得賞金100万ドルの記録達成のため、サイテーションは翌1950年も現役を続行した。4月の復帰戦では3着となり、デビュー以来更新し続けていた38連続連対の記録が途絶えた。その後も2戦して3着・5着に終わったがここからサイテーションは調子を取り戻し、アルゴノートハンデキャップで2着になったあと、3連勝を達成した。この中には賞金額10万ドルのハリウッドゴールドカップが含まれており、同レース優勝によりサイテーションの獲得賞金は108万ドルに達し、史上初の獲得賞金100万ドルを達成した。
調教師はハリウッドゴールドカップ優勝後も現役続行を希望したが、馬主のカルメット牧場は獲得賞金100万ドル達成によりサイテーションの競走馬としての役目は終わったと判断し、同馬を引退させ種牡馬としてカルメット牧場で繋養することにした。

### 競走馬引退後
サイテーションの種牡馬成績は初年度産駒からプリークネスステークス優勝馬のファビアスが現れるなどはじめのうちは好調であったが、年を追うごとに低迷していった。
1969年に種牡馬を引退し、翌1970年8月8日にカルメット牧場で死亡した。サイテーションの遺体はカルメット牧場の敷地内に埋葬された。

## 競走成績
| 年月日 | 年月日 | 競馬場             | 競走名                         | 距離  | 着順 | 騎手         | タイム  | 着差      | 1着馬/（2着馬）    |  |
| 1947   | 4.22   | ハヴァードグラース | パース                         | D4.5f | 1着  | A.スナイダー | 54.4    | 1/2馬身   | (Sunday Beau)      |  |
|        | 5. 3   | ピムリコ           | パース                         | D5f   | 1着  | A.スナイダー | 1.01.2  | 3 1/2馬身 | (Newsweekly)       |  |
|        | 5.21   | ハヴァードグラース | パース                         | D5f   | 1着  | A.スナイダー | 59.2    | 1 3/4馬身 | (Little Tony)      |  |
|        | 7.24   | アーリントンパーク | パース                         | D5f   | 1着  | D.ドッゾン   | R58.0   | 1/2馬身   | (Kandy Comfort)    |  |
|        | 7.3    | ワシントンパーク   | エレメンタリーS                | D6f   | 1着  | D.ドッゾン   | 1.10.6  | 1馬身     | (Salmagundi)       |  |
|        | 8.16   | ワシントンパーク   | ワシントンフューチュリティ     | D6f   | 2着  | S.ブルックス | 1:10.4  | 1馬身     | Bewitch            |  |
|        | 9.3    | ベルモントパーク   | フューチュリティトライアル     | D6f   | 1着  | A.スナイダー | 1.11.0  | 1馬身     | (Gasparilla)       |  |
|        | 10. 4  | ベルモントパーク   | フューチュリティS              | D6.5f | 1着  | A.スナイダー | 1.15.8  | 3馬身     | (Whirling Fox)     |  |
|        | 11. 8  | ピムリコ           | ピムリコフューチュリティ       | D8.5f | 1着  | D.ドッゾン   | 1.48.8  | 1 1/2馬身 | (Better Self)      |  |
| 1948   | 2. 2   | ハイアリアパーク   | パース                         | D6f   | 1着  | A.スナイダー | 1.10.4  | 1馬身     | (Kitche Police)    |  |
|        | 2.11   | ハイアリアパーク   | セミノールH                    | D7f   | 1着  | A.スナイダー | 1.23.0  | 1馬身     | (Delegate)         |  |
|        | 2.18   | ハイアリアパーク   | エヴァーグレイズH              | D9f   | 1着  | A.スナイダー | 1.49.0  | 1馬身     | (Hypnos)           |  |
|        | 2.28   | ハイアリアパーク   | フラミンゴS                    | D9f   | 1着  | A.スナイダー | 1.48.8  | 6馬身     | (Big Deal)         |  |
|        | 4.12   | ハヴァードグラース | チェサピークトライアル         | D6f   | 2着  | E.アーキャロ |         | 1馬身     | Saggy              |  |
|        | 4.17   | ハヴァードグラース | チェサピークS                  | D8.5f | 1着  | E.アーキャロ | 1.45.8  | 4 1/2馬身 | (Bovard)           |  |
|        | 4.27   | チャーチルダウンズ | ダービートライアル             | D8f   | 1着  | E.アーキャロ | 1.37.4  | 1 1/4馬身 | (Escadru)          |  |
|        | 5. 1   | チャーチルダウンズ | ケンタッキーダービー           | D10f  | 1着  | E.アーキャロ | 2.05.4  | 3 1/2馬身 | (Coaltown)         |  |
|        | 5.15   | ピムリコ           | プリークネスS                  | D9.5f | 1着  | E.アーキャロ | 2.02.4  | 5 1/2馬身 | （Vulcan's Forge） |  |
|        | 5.29   | ガーデンステート   | ジャージーS                    | D10f  | 1着  | E.アーキャロ | R2.03.0 | 11馬身    | (Macbeth)          |  |
|        | 6.12   | ベルモントパーク   | ベルモントS                    | D12f  | 1着  | E.アーキャロ | 2.28.2  | 8馬身     | (Better Self)      |  |
|        | 7. 5   | アーリントンパーク | スターズ&ストライプスH         | D9f   | 1着  | E.アーキャロ | R1.49.2 | 2馬身     | (Eternal Reward)   |  |
|        | 8.21   | ワシントンパーク   | パース                         | D6f   | 1着  | N.ピアソン   | 1.10.8  | 2 1/2馬身 | (King Rhymer)      |  |
|        | 8.28   | ワシントンパーク   | アメリカンダービー             | D10f  | 1着  | E.アーキャロ | 2.01.6  | 1馬身     | (Free America)     |  |
|        | 9.29   | ベルモントパーク   | シスオンバイマイルS            | D8f   | 1着  | E.アーキャロ | 1.36.0  | 3馬身     | (First Fight)      |  |
|        | 10. 2  | ベルモントパーク   | ジョッキークラブゴールドカップ | D16f  | 1着  | E.アーキャロ | 3.21.6  | 7馬身     | (Phalanx)          |  |
|        | 10.16  | ベルモントパーク   | エンパイアシティゴールドカップ | D13f  | 1着  | E.アーキャロ | 2.42.8  | 2馬身     | (Phalanx)          |  |
|        | 10.29  | ピムリコ           | ピムリコスペシャルS            | D9.5f | 1着  | E.アーキャロ | 1.59.8  | 単走      | 単走               |  |
|        | 12. 3  | タンフォラン       | パース                         | D6f   | 1着  | E.アーキャロ | 1.12.0  | 1 1/2馬身 | (Bold Gallant)     |  |
|        | 12.11  | タンフォラン       | タンフォランH                  | D10f  | 1着  | E.アーキャロ | R2.02.8 | 5馬身     | (Stepfather)       |  |
| 1950   | 1.11   | サンタアニタ       | パース                         | D6f   | 1着  | S.ブルックス | 1.11.4  | 1 1/2馬身 | (Bold Gallant)     |  |
|        | 1.26   | サンタアニタ       | ハンデキャップ競走             | D6f   | 2着  | S.ブルックス |         | クビ      | Miche              |  |
|        | 2.11   | サンタアニタ       | サンアントニオH                | D9f   | 2着  | E.アーキャロ |         | 1馬身     | Ponder             |  |
|        | 2.25   | サンタアニタ       | サンタアニタH                  | D10f  | 2着  | E.アーキャロ |         | 1 1/4馬身 | Noor               |  |
|        | 3. 4   | サンタアニタ       | サンフアンカピストラーノH      | D14f  | 2着  | E.アーキャロ |         | ハナ      | Noor               |  |
|        | 3.17   | ゴールデンゲート   | パース                         | D6f   | 2着  | G.グリッソン |         | 3/4馬身   | Roman In           |  |
|        | 6. 3   | ゴールデンゲート   | ゴールデンゲートマイルH        | D8f   | 1着  | S.ブルックス | R1.33.6 | 3/4馬身   | (Bolero)           |  |
|        | 6.17   | ゴールデンゲート   | フォーティナイナーズH          | D9f   | 2着  | S.ブルックス |         | クビ      | Noor               |  |
|        | 6.24   | ゴールデンゲート   | ゴールデンゲートH              | D10f  | 2着  | S.ブルックス |         | 3馬身     | Noor               |  |
| 1951   | 4.18   | ベイメドウズ       | パース                         | D6f   | 3着  | S.ブルックス |         | 1馬身     | A Lark             |  |
|        | 4.26   | ベイメドウズ       | パース                         | D6f   | 3着  | S.ブルックス |         | 2 1/4馬身 | Pancho Supreme     |  |
|        | 5.11   | ハリウッドパーク   | プレミエールH                  | D6f   | 5着  | S.ブルックス |         | 2 3/4馬身 | Special Touch      |  |
|        | 5.3    | ハリウッドパーク   | アルゴノートH                  | D8.5f | 2着  | F.A.スミス   |         | 3馬身     | Be Fleet           |  |
|        | 6.14   | ハリウッドパーク   | ハンデキャップ競走             | D8f   | 1着  | S.ブルックス | 1.35.8  | 1/2馬身   | (Be Fleet)         |  |
|        | 7. 4   | ハリウッドパーク   | アメリカンH                    | D9f   | 1着  | S.ブルックス | 1.48.4  | 1/2馬身   | (Bewitch)          |  |
|        | 7.14   | ハリウッドパーク   | ハリウッドゴールドカップ       | D10f  | 1着  | S.ブルックス | 2.01.0  | 4馬身     | (Bewitch)          |  |

- 略称：競走名のHはハンデキャップ、Sはステークス。距離のDはダート、fはハロン。タイムのRはレコードを示す。
- パースは一般競走。

## 表彰
- 1947年 - アメリカ最優秀2歳牡馬
- 1948年 - アメリカ年度代表馬、最優秀3歳牡馬
- 1951年 - アメリカ最優秀古牡馬
- 1959年 - アメリカ競馬殿堂入り

## 代表産駒
- ファビウス（プリークネスステークス）
- シルヴァースプーン（アメリカ競馬殿堂入り。サンタアニタダービー、サンタマルガリータハンデキャップ、ヴァニティハンデキャップなど。日本輸入種牡馬コインドシルバーの母の母）
- ウォッチユアステップ（サプリングステークス）
- ビヨンド（エイコーンステークス）
- ゲットアイランド（ウィザースステークス）
- マントゥー（オハイオダービー）

## エピソード
- 1996年に、シガーがサイテーションの16連勝に挑戦した際、サイテーションチャレンジという競走が組まれた。結果はシガー1着で16連勝達成。
- ブラッドホース誌による20世紀のアメリカ名馬100選、第3位
- タイムフォーム誌による20世紀の名馬200選、第5位
- サイテーションには自分の体を噛む癖があり、防止のために食事のとき以外は常に口に篭を装着されていた。

## 血統
| サイテーションの血統（テディ系 / St.Simon5×4.5=12.50% Bay Ronald5×5=6.25%） | サイテーションの血統（テディ系 / St.Simon5×4.5=12.50% Bay Ronald5×5=6.25%） | サイテーションの血統（テディ系 / St.Simon5×4.5=12.50% Bay Ronald5×5=6.25%） | （血統表の出典） | （血統表の出典） |
| 父 Bull Lea 1935 黒鹿毛                                                     | 父の父Bull Dog 1927 黒鹿毛                                                  | Teddy                                                                       | Ajax             | Ajax             |
| 父 Bull Lea 1935 黒鹿毛                                                     | 父の父Bull Dog 1927 黒鹿毛                                                  | Teddy                                                                       | Rondeau          |                  |
| 父 Bull Lea 1935 黒鹿毛                                                     | 父の父Bull Dog 1927 黒鹿毛                                                  | Plucky Liege                                                                | Spearmint        | Spearmint        |
| 父 Bull Lea 1935 黒鹿毛                                                     | 父の父Bull Dog 1927 黒鹿毛                                                  | Plucky Liege                                                                | Concertina       |                  |
| 父 Bull Lea 1935 黒鹿毛                                                     | 父の母Rose Leaves 1916 黒鹿毛                                               | Ballot                                                                      | Voter            | Voter            |
| 父 Bull Lea 1935 黒鹿毛                                                     | 父の母Rose Leaves 1916 黒鹿毛                                               | Ballot                                                                      | Cerito           |                  |
| 父 Bull Lea 1935 黒鹿毛                                                     | 父の母Rose Leaves 1916 黒鹿毛                                               | Colonial                                                                    | Trenton          | Trenton          |
| 父 Bull Lea 1935 黒鹿毛                                                     | 父の母Rose Leaves 1916 黒鹿毛                                               | Colonial                                                                    | Thankful Blossom |                  |
| 母 Hydroplane 1938 栗毛                                                     | 母の父Hyperion 1930 栗毛                                                    | Gainsborough                                                                | Bayardo          | Bayardo          |
| 母 Hydroplane 1938 栗毛                                                     | 母の父Hyperion 1930 栗毛                                                    | Gainsborough                                                                | Rosedrop         |                  |
| 母 Hydroplane 1938 栗毛                                                     | 母の父Hyperion 1930 栗毛                                                    | Selene                                                                      | Chaucer          | Chaucer          |
| 母 Hydroplane 1938 栗毛                                                     | 母の父Hyperion 1930 栗毛                                                    | Selene                                                                      | Serenissima      |                  |
| 母 Hydroplane 1938 栗毛                                                     | 母の母Toboggan 1925 鹿毛                                                    | Hurry On                                                                    | Marcovil         | Marcovil         |
| 母 Hydroplane 1938 栗毛                                                     | 母の母Toboggan 1925 鹿毛                                                    | Hurry On                                                                    | Tout Suite       |                  |
| 母 Hydroplane 1938 栗毛                                                     | 母の母Toboggan 1925 鹿毛                                                    | Glacier                                                                     | St. Simon        | St. Simon        |
| 母 Hydroplane 1938 栗毛                                                     | 母の母Toboggan 1925 鹿毛                                                    | Glacier                                                                     | Glasalt F-No.3-l |                  |